# 철산군
철산군(鐵山郡)은 평안북도 서쪽 지역에 있는 군이다.

## 지리
철산군 남쪽에는 황해와 맞닿아 있는 철산반도가 있다. 군의 북쪽은 염주군과 동림군이며, 나머지는 바다에 접한다.
대개 해발 300미터가 넘지 않는 구릉 지대로 이루어져 있다. 군 중앙에 있는 연대산 등의 산지도 그리 높지 않다. 숲은 주로 소나무와 참나무로 이루어져 있다. 복잡한 해안선을 따라 가장 큰 섬인 가도를 포함한 수십 개의 섬이 있으며, 이 가운데 일부는 무인도이다. 해안 지역에서는 조개가 많이 생산된다.
황해와 접하고 있어 상대적으로 그리 춥지 않은 해양성 기후를 보인다. 평안북도에서는 겨울에 가장 따뜻한 곳이다. 평균 기온은 8.9°C이고, 1월 평균은 -7.9°C, 8월 평균은 24°C이다. 연 강수량은 900mm이다.
명승지로 석회암동굴인 마선굴이 유명하다. 철산군에 딸린 섬 중 하나인 원도는 바닷새보호구역으로 지정되어 있다. 《장화홍련전》의 실제 무대이기도 하다.

## 역사
| Daedongyeojido (Gyujanggak) 08-06.jpg | Daedongyeojido (Gyujanggak) 08-05.jpg |
|                                       |                                       |

고구려·발해를 거쳐 고려의 영역이 되었다. 1018년에는 철주방어사가 설치되었다. 조선 때인 1413년에 철산으로 개칭되었고 1415년에 철산군이 되었다. 1627년 정묘호란이 일어나자 정봉수는 흩어진 군사들을 수습해 철산의 의병장으로 용골산성에서 후금의 군사 절반을 무찌르고 포로가 되었던 수천 명의 조선인을 구출하여 철산 부사로 특진되었다. 17세기 초에 명의 장군 모문룡은 친명·반후금의 자세를 분명히 한 김자점과 인조의 공동 지지 아래, 가도(피도) 등 철산 일대를 거점으로서 후금(청)의 배후를 위협하는 유격전을 실시해, 결과적으로 후금군의 조선 침공(정묘호란)을 부르게 된다.
1943년 10월 1일 선천군 심천면 오봉동을 편입하였다. 해방될 무렵에 철산면·백량면·부서면·여한면·참면·서림면의 6면 104리가 있었다. 1952년의 북조선의 지방 행정 구역 재편에 의해 일부가 동림군·염주군에 분할되어 철산면·부서면·여한면·백량면 등의 지역으로 재구성된 철산군(1읍 28리)이 되었다.

## 행정 구역
현재 철산군에는 1리(철산읍), 2구(장송로동자구, 가봉로동자구), 25리(동평리, 월봉리, 령삭리, 명암리, 수부리, 검암리, 동창리, 선암리, 기봉리, 보산리, 근천리, 풍천리, 오봉리, 선주리, 금산리, 학산리, 리화리, 성암리, 문봉리, 가산리, 원세평리, 련수리, 가도리, 대화리, 동천리)가 있다.

## 같이 보기
- 서해 위성 발사장